# لورا موس
لورا موس (بالإنجليزية: Laura Moss)‏ هي ممثلة أمريكية، ولدت في 1 نوفمبر 1973 في كينغز ماونتن في الولايات المتحدة.

## أعمال

### مسلسلات
- عالم آخر

## وصلات خارجية
- لورا موس على موقع IMDb (الإنجليزية)
- لورا موس على موقع قاعدة بيانات برودواي على الإنترنت (الإنجليزية)
- لورا موس على موقع قاعدة بيانات الفيلم (الإنجليزية)